# Comisión Nacional de Monumentos, de Lugares y de Bienes Históricos
La Comisión Nacional de Monumentos, de Lugares y de Bienes Históricos (conocida por la sigla CNMMLH) es un organismo estatal argentino con superintendencia inmediata sobre los museos, monumentos y lugares históricos nacionales según lo establecido en la Ley núm. 12 665 sancionada el 30 de septiembre de 1940. Sus principales misiones son catalogar e incorporar el acervo nacional de obras patrimoniales de todo el país y brindar asistencia técnica para la conservación y restauración de los monumentos, así como, difundir y sensibilizar a la ciudadanía sobre el patrimonio argentino.

## Historia
La Comisión Nacional de Museos y Lugares Históricos, dependiente del Ministerio de Justicia e Instrucción Pública, fue creada por el decreto presidencial de Roberto Ortíz el 28 de abril de 1938 para establecer una institución pública colegiada para reemplazar a la Superintendencia de Museos y Lugares Históricos. Cuando se sanciona la Ley núm. 12 665 de 1940 se convirtió en el primer organismo público dedicado al estudio y a la preservación del patrimonio argentino con función directa sobre los bienes históricos y artísticos, lugares, monumentos, inmuebles propiedad de la Nación, de las Provincias, de las Municipalidades o instituciones públicas, a los cuales quedan sometidos por esta ley a la custodia y conservación del gobierno federal, en concurrencia con las autoridades respectivas. La ley también estableció el registro y la clasificación de los monumentos históricos del país, y su intervención o aprobación, en el caso de que los inmuebles históricos, ya que no podrán ser sometidos a reparaciones o restauraciones, ni destruidos en todo o en parte, transferidos, gravados o enajenados sin aprobación o intervención de la Comisión Nacional. En el caso de que los inmuebles históricos sean de propiedad de las provincias, municipalidades o instituciones públicas, la Comisión Nacional cooperará en los gastos que demande la conservación, reparación o restauración de los mismos.
Por la Ley N.° 27 103, reglamentada el 24 de noviembre de 2015, pasó a denominarse Comisión Nacional de Monumentos, Lugares y Bienes Históricos y se convirtió en un organismo desconcentrado dependiente del Ministerio de Cultura de la Nación.

## Funciones
Por ley son atribuciones de la Comisión:
- Ejercer la superintendencia inmediata sobre los monumentos, lugares y bienes históricos nacionales y demás bienes protegidos en los términos de la presente ley, en concurrencia con las respectivas autoridades locales, cuando se trate de monumentos, lugares y bienes del dominio provincial o municipal;
- Proponer al Poder Ejecutivo nacional la declaratoria de monumentos, lugares y bienes históricos nacionales, y demás bienes protegidos en los términos de la presente ley, indicando con precisión el perímetro del área protegida conforme las clases enunciadas en la presente ley;
- Establecer, revisar y actualizar criterios y pautas de selección, clasificación y valoración para los monumentos, lugares y bienes protegidos;
- A solicitud del Congreso de la Nación, designar expertos para evaluar los méritos históricos artísticos, arquitectónicos, industriales o arqueológicos del monumento, lugar o bien sometido a opinión, quienes expedirán su dictamen por escrito, no vinculante, en el plazo establecido por la comisión. Dicho dictamen será refrendado por la comisión;
- Designar delegados en base a una terna vinculante remitida por los gobiernos provinciales y la Ciudad Autónoma de Buenos Aires, con asiento en los respectivos distritos, y por sí, subdelegados locales, asesores consultos, honorarios y eméritos;
- Organizar mecanismos de representación regional y federal;
- Establecer "áreas de amortiguación" en el entorno de los monumentos, coordinando con la autoridad local las restricciones urbanísticas que correspondan;
- Establecer los alcances y límites de la protección inherente a cada declaratoria;
- Recomendar al Poder Ejecutivo que impulse ante el Congreso Nacional la declaración de utilidad pública de los inmuebles que así lo ameriten;
- Llevar un registro público de los bienes protegidos según su clase;
- Intervenir con carácter previo y vinculante en toda transacción, transferencia de dominio, gravamen u otra modificación del estatus jurídico de un bien protegido;
- Intervenir con carácter previo y vinculante, aprobar o rechazar, y supervisar toda intervención material sobre los bienes protegidos;
- Proponer al Poder Ejecutivo nacional la adquisición de bienes de particulares cuando sea de interés público su ingreso al dominio del Estado nacional;
- Realizar por sí o auspiciar publicaciones de las materias de su competencia;
- Organizar, auspiciar o participar en congresos, seminarios, encuentros, jornadas, programas periodísticos y toda otra actividad de difusión de sus competencias;
- Proponer al Poder Ejecutivo nacional la aceptación de herencias, legados y donaciones vinculadas a la materia de esta ley;
- Aceptar y recibir subsidios y aportes en dinero o en especie;
- Celebrar convenios de cooperación con entidades públicas o privadas, nacionales o internacionales, gubernamentales o no gubernamentales.

Estas funciones las realiza a través de un cuerpo colegiado compuesto un presidente y diez vocales, designados por el Poder Ejecutivo nacional, que durarán en sus cargos seis años, pudiendo ser reelectos, acompañados de un equipo técnico de profesionales especializados en preservación y conservación patrimonial.

## Actividades
La Comisión tiene a su cargo la catalogación y el registro público de los bienes protegidos, que son clasificados en las clases:
1. Monumento histórico nacional
2. Lugar histórico nacional
3. Poblado histórico nacional
4. Área urbana histórica nacional
5. Área de amortiguación visual
6. Bien de interés histórico nacional
7. Bien de interés artístico nacional
8. Bien de interés arquitectónico nacional
9. Bien de interés industrial nacional
10. Bien de interés arqueológico nacional
11. Sepulcro histórico nacional
12. Paisaje cultural nacional
13. Itinerario cultural nacional

Asimismo entres sus múltiples actividades de difusión y concientización patrimonial se encuentran numerosas publicaciones realizadas a lo largo de su historia. De especial valor informativo son las Guías de Monumentos Históricos Nacionales de la República Argentina, disponibles impresas y en línea.